# Cecilia van Alphen-Jagtmanbrug
De Cecilia van Alphen-Jagtmanbrug (brug 912) is een vaste brug in Amsterdam-Noord.
Ze vormt de verbinding tussen de westelijk gelegen Buiksloterdijk en een T-kruising aan de oostzijde. De Buiksloterdijk heeft hier tussen huisnummers 240-242 (een gemeentelijk monument) en 248 een zijweg, die naar het noordoosten loopt.  Op die T-kruising gaat de Nieuwe Purmerweg over in de Buikslotermeerdijk.
De voorlaatste brug dateert vermoedelijk uit het begin van de jaren 1920-1929. De brug kwam toen voor op de kaart van de Publieke Werken van Amsterdam. Het was echter destijds de eerste kaart, waarbij het dorp Buiksloot in de kaart werd geïntegreerd. De gemeente Buiksloot was toen net geannexeerd door de gemeente Amsterdam, een laat gevolg van de Stormvloed van 1916. De brug werd in 1970 grotendeels vernieuwd (nieuwe fundering, nieuw brugdek) onder supervisie van de Provinciale Waterstaat Noord-Holland.
Ze bestaat in 2017 uit een betonnen overspanning op bakstenen landhoofden. Op de overspanning blauw-witte stalen balustraden.
De brug ging lange tijd anoniem door het leven. In 2016/2017 kon de burgerij voorstellen indienen tot naamgeving van die anonieme bruggen. De gemeente keurde in januari 2017 de inzending voor een vernoeming naar Cecilia Maria Cornelia (Cilly) Jagtman (1910-1972) goed. Zij en haar man Pieter van Alphen waren actief binnen de Communistische Partij Nederland en verspreidde in de Tweede Wereldoorlog pamfletten en verzetskranten. Het echtpaar woonde aan de Fresiastraat 12, waar ze een onderduikeradres voerde. Die woning ligt in de Bloemenbuurt ongeveer 500 meter westelijk van de brug, wel aan de overzijde van het Noordhollandsch Kanaal.

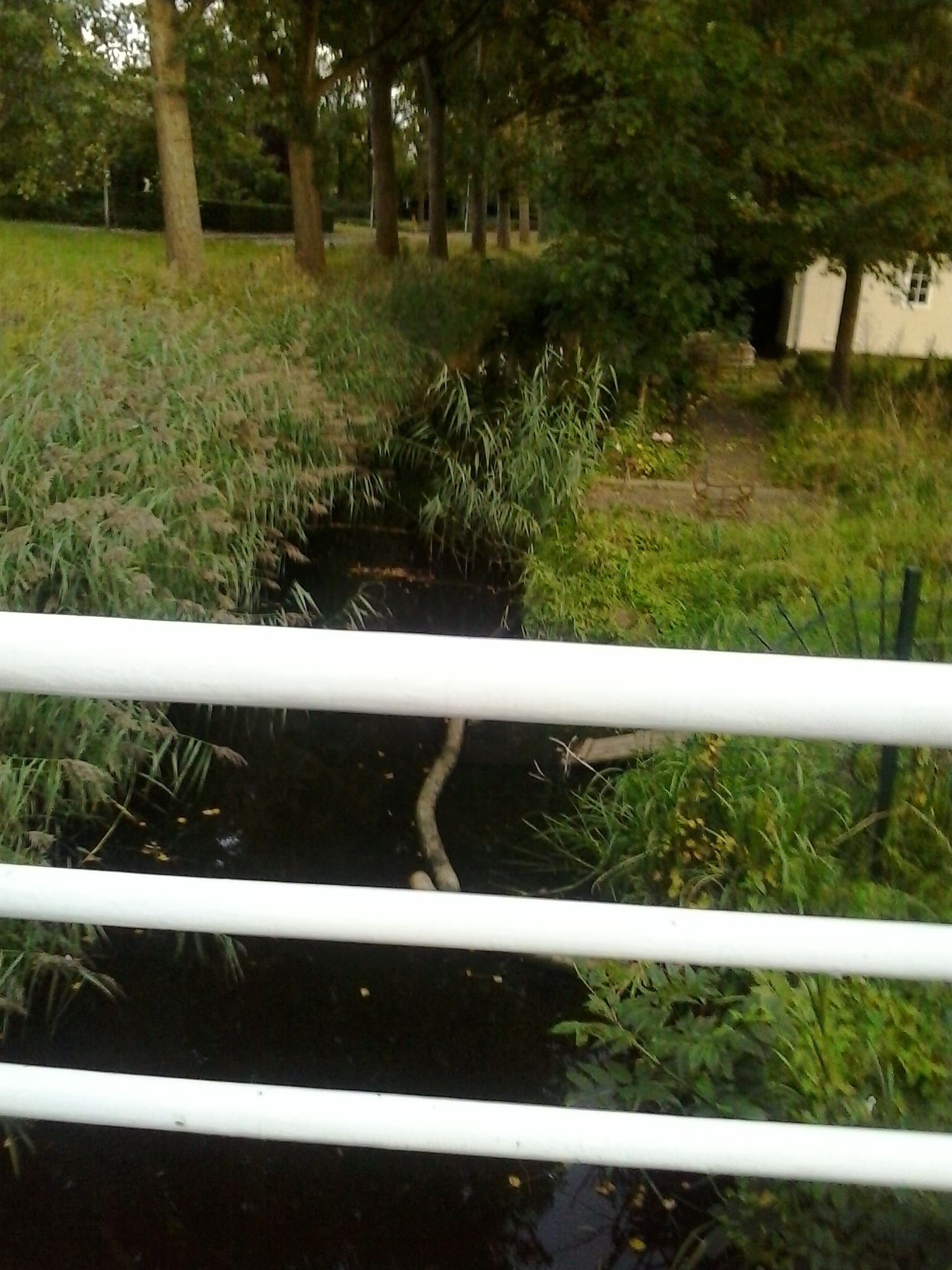
De ringsloot gezien vanaf de brug in oostelijke richting
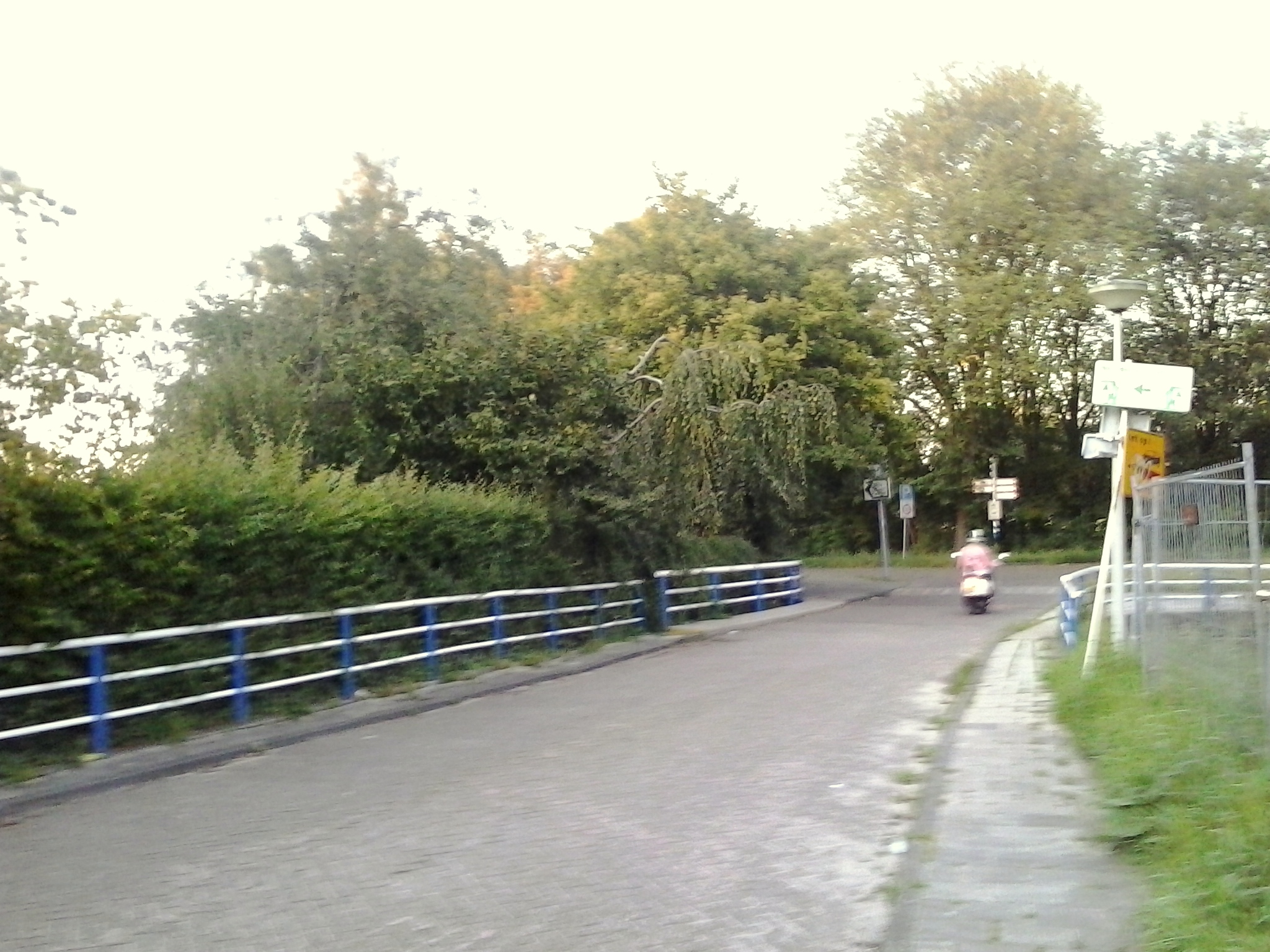
De brug gezien vanaf de Buiksloterdijk
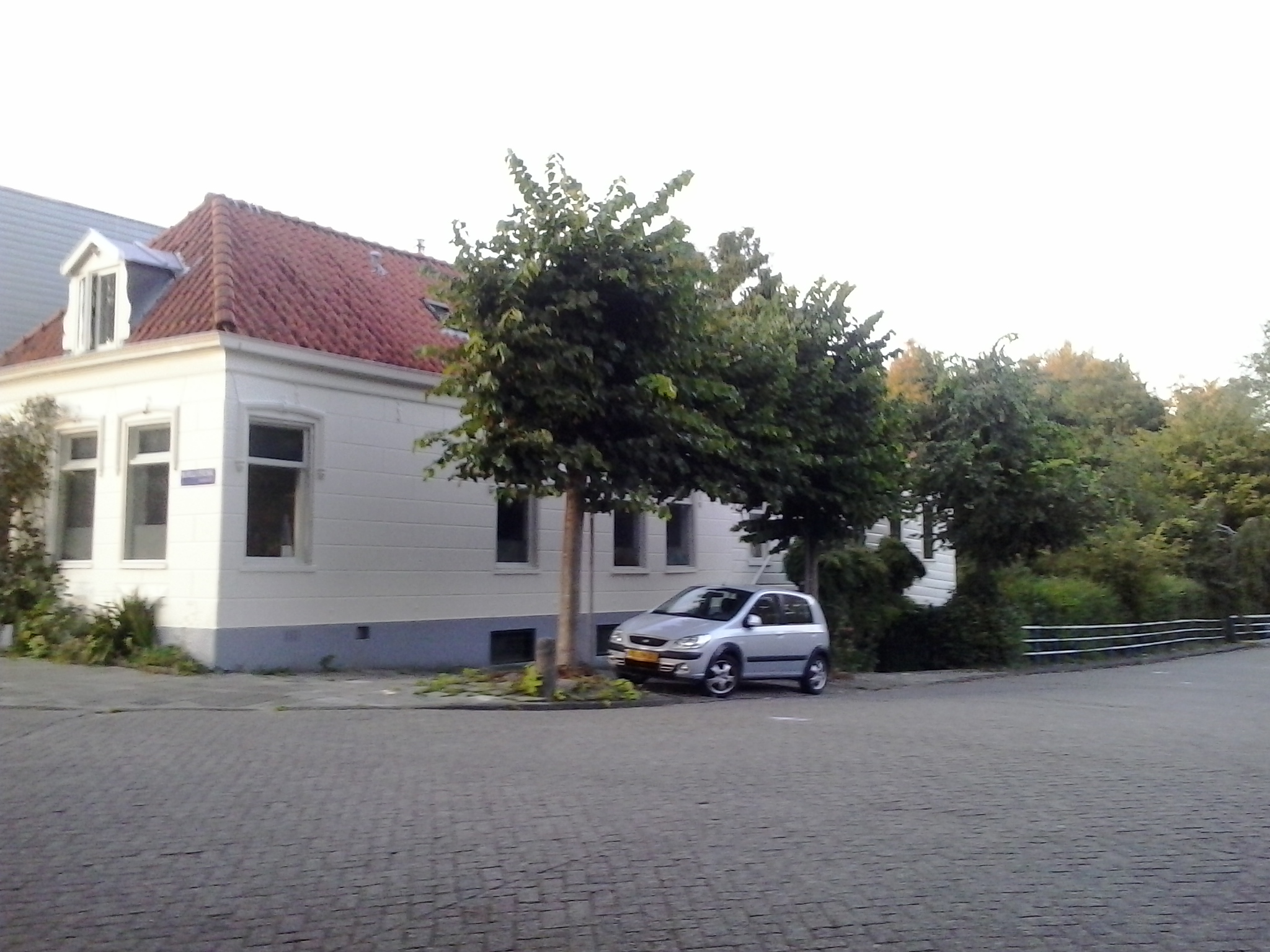
Buiksloterdijk 248/248A en de westelijke reling van het zuidwestelijk landhoofd van de brug
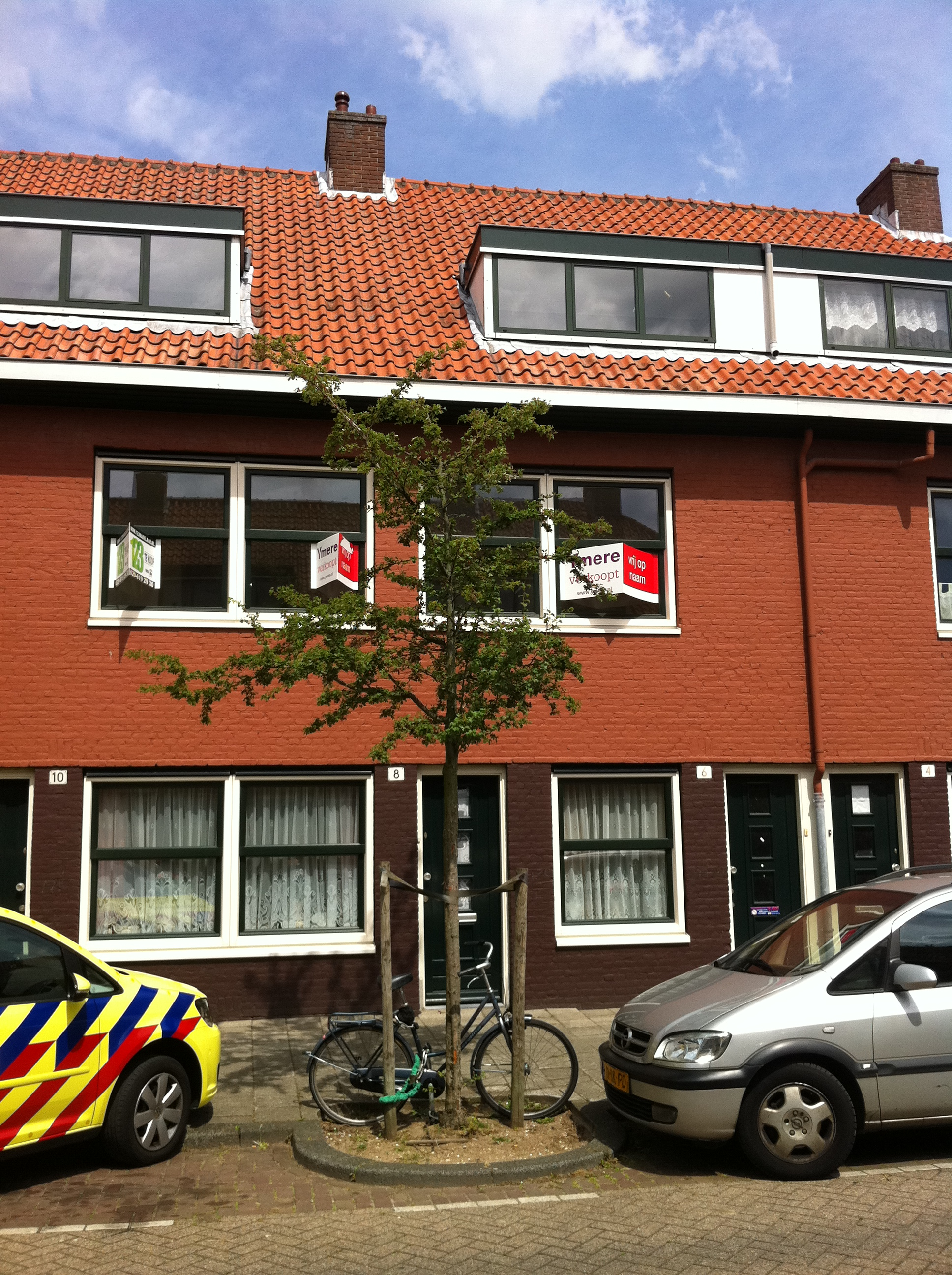
Fresiastraat 10/8/6/4

<<< · 900 · 901 · 904 · 905 · 906 · 907 · 908 · 909 · 912 · 913 · 914 · 915 · 916 · 917 · 918 · 919 · 920 · 923 · 924 · 930 · 932 · 933 · 934 · 935 · 936 · 937 · 939 · 943 · 944 · 945 · 946 · 947 · 948 · 949 · 950 · 951 · 952 · 953 · 954 · 956 · 957 · 958 · 959 · 960 · 961 · 962 · 963 · 964 · 965 · 966 · 967 · 968 · 970 · 971 · 972 · 973 · 974 · 975 · 978 · 979 ·  980 · 981 · 984 · 985 · 986 · 987 · 988 · 989 · 990 · 991 · 992 · 993 · 994 · 995 · 996 · 997 · 998 · 999 · >>>
Brugnummers  902, 903, 910, 911, 920, 921, 922, 925, 926, 927, 928, 929, 931, 937, 938, 940, 941, 942, 955, 969, 976, 977, 982, 983 zijn niet (meer) vergeven.